# Dan Gosling
Daniel Gosling (Brixham, 2 de fevereiro de 1990) é um futebolista inglês. Atualmente, defende o Bournemouth.

## Carreira
Após ficar sem contrato com o Everton, Gosling firmou em 22 de julho de 2010 um contrato de quatro temporadas com o Newcastle United.
Em 2014, foi vendido ao AFC Bournemouth.